# Laura Biagiotti
Laura Biagiotti (Rome, 4 augustus 1943 – Rome, 26 mei 2017) was een Italiaanse modeontwerpster.

## Biografie
De ouders van Laura Biagiotti bezaten een kledingbedrijf, waarin haar moeder ontwerpster was en haar vader de bedrijfsleiding voerde. Eerst wilde zij archeoloog worden, maar na drie jaar aan de universiteit brak zij haar studie af om haar moeder te helpen in het familiebedrijf. Op nog jonge leeftijd ontwierp Biagiotti in 1966 haar eerste collectie voor modeontwerper Emilio Schuberth. In de jaren daarna werkte zij samen met verschillende andere beroemde ontwerpers, zoals Roberto Capucci en Rocco Barocco. In 1972 richtte ze haar eigen modehuis op en presenteerde ze in Florence haar eerste eigen collectie. Daarmee trok ze de aandacht van de pers en de inkopers van mode. Hun viel vooral haar bijzonder vrouwelijke stijl op. Haar roem berust vooral op haar “popperige” dameskleding met een wijde lijn, waarbij kleding als het ware danst rond het lichaam.
Ook ontwikkelde Biagiotti veel verschillende parfums. Daarnaast verbreedde ze haar bedrijf door zich ook te richten op accessoires, zoals tassen en schoenen.
Vanaf 1980 woonde ze in het Castello di Marco Simone te Guidonia vlak bij Rome. Dit kasteeltje was een rijksmonument uit de 11e eeuw, dat zij samen met haar man had laten restaureren. Hun enige dochter Lavinia (1978) is de opvolger van het bedrijf. Na het onverwachte overlijden van Laura’s man in 1996 ging Lavinia ook bij het bedrijf werken en sinds 2005 is zij vicevoorzitter van het bedrijf.
Op 26 mei 2017 overleed Laura Biagiotti in het Sant’ Andreaziekenhuis in Rome aan de gevolgen van een hartaanval.

## Prijzen
- 1992: Woman of the Year Award (New York)
- 1993: Marco Poloprijs (Peking)
- 2002: de Italiaanse posterijen geven een postzegel uit ter ere van haar dertigjarige carrière
- 2004: benoeming tot adviseur van de Nationale kamer voor Italiaanse mode
- 2007: Gouden Leeuw (voor Mode) bij het Filmfestival van Venetië
- 2011: Premio America van de stichting “Italia USA” (uitgereikt in de Kamer van Afgevaardigden van Italië)

## Bijzondere modeshows
- 25 april 1988: in Peking dragen 30 Chinese modellen haar meest opvallende creaties in de eerste show van een Italiaanse ontwerpster in China
- 5 februari 1995: Laura Biagiotti is de eerste Italiaanse ontwerpster met een show in Moskou, in het Kremlin
- november 1997: op uitnodiging van Suzanne Moebarak, echtgenote van de Egyptische president, houdt Biagiotti een show in Caïro ter ondersteuning van een project van het Egyptische Rode Kruis

## Onderscheidingen
- 1995: Orde van Verdienste van de Arbeid (Cavaliere del Lavoro). De president van Italië gaf hierbij de volgende motivering[1]:

Gelijktijdig met haar universitaire studie archeologie van het oude christendom, is Laura Biagiotti in de jaren ‘60 met haar kunstzinnige gaven betrokken bij het werk van haar moeder, de eigenaar van een modeatelier in Rome. Daar is zij verantwoordelijk voor het verhogen van de export van hun kleding naar vooral de Verenigde Staten en Duitsland. In 1972 verschijnt haar eerste collectie confectiemode. Hiermee maakt ze gelijk indruk vanwege die karakteristieken die in al haar volgende collecties constant zullen blijven: de verfijning en de doordachtheid die ze in al haar creaties legt, de keuze van de stoffen, de kwaliteit van haar werk en vooral de duidelijk vrouwelijke uitstraling van haar stijl. Vanwege haar gebruik van exclusieve materialen voor haar creaties bedacht de New York Times haar met de eretitel “Queen of Cashmere”. Vandaag staat het merk Laura Biagiotti, dat zij in 30 jaar met haar man Gianni Cigna heeft opgebouwd, voor het volgende: een halfjaarlijkse collectie confectiemode en een reeks accessoires, zoals brillen, sjaaltjes, dassen, schoenen, sieraden, tassen, herenkleding en kinderkleding. Aan deze lijst mode-gerelateerde producten, kunnen we nog haar collectie voorwerpen in majolica en haar parfums en cosmetica toevoegen. Van haar parfum Roma, gewijd aan de Eeuwige Stad, gingen in 1994 30 miljoen flesjes de hele wereld over. Haar meer dan 30 verschillende soorten producten zorgden in 1993 voor een omzet van 250 miljoen dollar. Winkels van Laura Biagiotti bevinden zich in de centra van de grote wereldsteden: Rome, Milaan, Venetië, Berlijn, Parijs, Moskou, New York, Peking, Bangkok, Seoul, Tokio. In mei 1993 ontving Laura Biagiotti in Peking de Marco Poloprijs, toen zij de eerste Italiaanse modeontwerpster was die Made in Italy-producten naar China bracht. Op 4 december 1992 kreeg ze in New York de Woman of the Year Award vanwege haar bijdrage aan het prestige van de Italiaanse mode in de wereld. In februari 1995 opende zij de poorten van het Kremlin voor het eerste grote mode- en cultuurfestival in Moskou. Een van haar activiteiten buiten het gebied van de mode is het restaureren van het Castello di Marco Simone, dat vanwege zijn bijzondere artistieke waarde een rijksmonument is en momenteel het prestigieuze hoofdkantoor van het bedrijf. Op de velden rondom het kasteel wordt sinds begin jaren ’90 de Marco Simone Golf Club aangelegd, waarvan zij de voorzitter is.

- Gemeinsame Normdatei: 120031655
- International Standard Name Identifier: 0000 0000 5539 2903
- Library of Congress Control Number: nr91003719
- Istituto Centrale per il Catalogo Unico: RMSV786338
- Union List of Artist Names: 500335604
- Virtual International Authority File: 305232931
- WorldCat: E39PBJyRygKrQ9rXDcyBrWYQMP